# Чакон, Хулио Пабло
Ху́лио Па́бло Чако́н (исп. Julio Pablo Chacón; 22 мая 1975, Лас-Эрас) — аргентинский боксёр лёгких весовых категорий, выступал за сборную Аргентины в середине 1990-х годов. Бронзовый призёр летних Олимпийских игр в Атланте, многократный победитель национального первенства. В период 1996—2005 успешно боксировал на профессиональном уровне, владел поясом чемпиона мира по версии ВБО.

## Биография
Пабло Чакон родился 22 мая 1975 года в городе Лас-Эрас, провинция Мендоса.

### Любительская карьера
Первого серьёзного успеха на ринге добился в 1994 году, когда в легчайшей весовой категории выиграл первенство Аргентины и поучаствовал в зачёте Кубка мира в Бангкоке, где, тем не менее, проиграл в первом же матче. Год спустя боксировал на домашних Панамериканских играх в Мар-дель-Плате, но тоже остался без медали. После удачного выступления на отборочных соревнованиях удостоился права защищать честь страны на летних Олимпийских играх 1996 года в Атланте, дошёл до стадии полуфиналов и в борьбе за выход в финал со счётом 8:20 уступил тайцу Сомлуку Камсингу. Получив бронзовую медаль, решил попробовать себя в профессионалах и покинул сборную.

### Профессиональная карьера
Первый профессиональный бой Чакон провёл уже в октябре 1996 года, в четвёртом раунде техническим нокаутом победил соотечественника Эдуардо Луиса Диаса. В течение четырёх последующих лет выиграл 36 боёв подряд, стал обладателем нескольких второстепенных поясов, а весной 2000 года получил шанс поучаствовать в бою за титул чемпиона мира в полулёгком весе по версии Всемирной боксёрской ассоциации (ВБА). Однако действующий чемпион американец Фредди Норвуд отстоял на ногах все двенадцать раундов и победил единогласным решением судей. В следующем рейтинговом матче Чакон вновь не смог нокаутировать своего соперника и снова проиграл судейским решением.
Несмотря на два поражения подряд, Пабло Чакон продолжил выходить на ринг, победил нескольких сильных противников и, поднявшись в рейтинге, в июне 2001 года получил право побороться за пояс чемпиона мира по версии Всемирной боксёрской организации (ВБО). Венгр Иштван Ковач, олимпийский чемпион Атланты, достойно боксировал только первые четыре раунда, тогда как в пятом побывал в нокдауне и проиграл техническим нокаутом. Полученный чемпионский пояс дважды был защищён Чаконом, но во время третьей защиты в октябре 2002 года сильнее оказался шотландец Скотт Харрисон — все трое судей единогласно отдали ему победу.
В дальнейшем карьера аргентинца развивалась с попеременным успехом, он поднялся во вторую полулёгкую весовую категорию, получил несколько малозначимых титулов и в июле 2004 года оспорил вакантный пояс чемпиона мира ВБО с американцем Майком Анчондо — бой с самого начала складывался неудачно для Чакона, а в последнем двенадцатом раунде он даже побывал в нокдауне, что предопределило судейское решение. Последние два боя провёл в 2005 году против малоизвестного соотечественника Хулио Сезара Альганараса — в обоих случаях победил, но, несмотря на это, вскоре принял решение завершить карьеру профессионального боксёра. В общей сложности провёл 61 бой, из них 54 окончил победой (в том числе 37 досрочно), 7 раз проиграл.